# Tributo a João Pacífico
"Tributo a João Pacífico" é um álbum de estúdio de estreia do ator brasileiro Antônio Fagundes lançado em 31 de dezembro de 1998 pela Som Livre. O álbum é uma homenagem do ator para o cantor João Pacífico.

## Antecedentes
Em uma entrevista para a Folha de S. Paulo, Antônio Fagundes disse que a ideia de realizar o trabalho da obra de Pacífico surgiu durante a gravação de uma cena da novela Rei do Gado. O autor Benedito Ruy Barbosa criou uma passagem em que o personagem de Fagundes (Bruno Mezenga) recebia os personagens Pirilampo e Saracura, ambos interpretados por Almir Sater e Sérgio Reis, respectivamente. A seguir, os atores conversaram sobre o músico e seu abandono pela mídia. Fagundes ainda disse "Discutimos o problema cultural do país, que tem esquecido de seus artistas. Então pensei que seria interessante fazer um resgate da obra dele... As pessoas conhecem suas músicas, principalmente no interior de São Paulo, mas não ligam o nome à pessoa", completou Fagundes.
João Pacífico teve mais de 256 canções gravadas, sendo que muitas delas receberam interpretações de grandes nomes da área, como por exemplo: Sérgio Reis e Chitãozinho & Xororó. No álbum, Fagundes revive alguns sucessos, como "Cabocla Tereza", "História de Um Prego" e "Pingo D'água".  Pacífico ajudou escolher as músicas que integrariam o álbum e conversou com Fagundes diversas vezes pelo telefone, antes do trabalho ficar pronto, porém faleceu antes da estreia do álbum.

## Faixas
| Edição padrão |                                              |                |         |  |
| N.º           | Título                                       | Compositor(es) | Duração |  |
| 1.            | "Cabloca Tereza"                             | João Pacífico  | 3:10    |  |
| 2.            | "Vai se Chamar Saudade"                      | João Pacífico  | 2:54    |  |
| 3.            | "Mourão da Porteira"                         | João Pacífico  | 3:31    |  |
| 4.            | "Três Nascentes"                             | João Pacífico  | 3:01    |  |
| 5.            | "Fim da Estrada"                             | João Pacífico  | 2:34    |  |
| 6.            | "No Banquinho"                               | João Pacífico  | 3:24    |  |
| 7.            | "História de Um Prego (Estória de um Prego)" | João Pacífico  | 3:46    |  |
| 8.            | "Pingo d'Água"                               | João Pacífico  | 2:51    |  |
| 9.            | "Ranchinho Abandonado"                       | João Pacífico  | 2:43    |  |
| 10.           | "Alpendre da Saudade"                        | João Pacífico  | 3:16    |  |
| 11.           | "Minha Rua"                                  | João Pacífico  | 2:38    |  |
| 12.           | "Chico Mulato"                               | João Pacífico  | 3:38    |  |